# Джонас Плат
Джонас Плат (на английски: Jonas Platt) е американски адвокат и политик от щата Ню Йорк. Член на Камарата на представителите на Съединените щати.
Джонас Плат е роден в град Пъкипсий, в семейството на юриста и основател на град Платсбърг – Зефания Плат.
Практикувал е адвокатско дело в родния си град, като служи като окръжен секретар на окръг Хъркимър, Ню Йорк, от 1791 до 1798 г. Бил и окръжен секретар на окръг Онайда, Ню Йорк, от 1798 до 1802 г. Избран е за член на Държавното Събрание на щата Ню Йорк през 1796 г.
Избран е за федералист в Шестия конгрес и е служи от 4 март 1799 г. до 3 март 1801 г. След изтичане на мандата му той подновява адвокатската си практика и служи като генерал в кавалерията на щата Ню Йорк. През 1810 г. той е се кандидатира за кандидат за губернатор, но не успява да спечели. Той е бил член на сената на щата Ню Йорк от 1809 до 1813 година. Той също е бил член на Съвета по назначаването през 1813 г.
От 1814 до 1821 г. Плат е сътрудник на Върховния съд на Ню Йорк. Той е бил делегат на Нюйоркската конституционна конвенция през 1821 г.